# Уиниао
Уиниао или Виньо (на английски: Winyaw) е едно от малките северноамериканскииндиански племена, живеещо в долната част на река Пиди и нейните притоци в Южна Каролина, САЩ. Почти нищо не е известно за тях. Възможно е „йеньохол“, споменати от Франциско де Чикора през 1521 г. във връзка с изброяването на испанските провинции на новия континент, да са по-късните уиниао. Ако ли не, то племето се споменава за първи път след 1670 г. от английските заселници в Южна Каролина. Тогава уиниао живеят в района на Уинйоу Бей и Блек Ривър в долното течение на река Пиди. През 1683 г. племето има малък конфликт с колонията Южна Каролина, но по време на Войната тускарора някои участват като скаути на страната на колонията. През 1715 г. племето черо се опитва да ги привлече да се бият с тях срещу заселниците във Войната ямаси. През 1720 г. някои от уиниао подпомагат белите във войната им срещу племето уакамо. След това повече нищо не се чува за тях. Изглежда се сливат с другите племена в областта. Предполага се, че езика им е сиукски.